# فيسنتي فرنانديز
فيسنتي فرنانديز (بالإسبانية: Vicente Fernández)‏ (و. 1940 – م) هو مغني، وممثل، وممثل أفلام، من المكسيك، ولد في غوادالاخارا.

## وصلات خارجية
- فيسنتي فرنانديز على موقع IMDb (الإنجليزية)
- فيسنتي فرنانديز على موقع ميوزك برينز (الإنجليزية)
- فيسنتي فرنانديز على موقع أول موفي (الإنجليزية)
- فيسنتي فرنانديز على موقع أول ميوزيك (الإنجليزية)
- فيسنتي فرنانديز على موقع ديسكوغز (الإنجليزية)
- فيسنتي فرنانديز على موقع قاعدة بيانات الفيلم (الإنجليزية)